# Yitzhar
Yitzhar (en hebreo: יִצְהָר) (en español: Aceite de oliva recién prensado) es un asentamiento israelí ubicado en el norte de la Cisjordania ocupada. Según el sistema administrativo palestino, se encuentra en la Gobernación de Nablus, mientras que según el israelí está en el Concejo Regional Samaria. El asentamiento fue fundado en 1984 y debe su nombre a una antigua palabra hebrea de la Biblia que significa "aceite de oliva recién prensado". La comunidad internacional considera que Yitzhar, como todos los asentamientos israelíes en la Cisjordania ocupada o en el resto de territorios ocupados desde 1967, es ilegal según el derecho internacional, pero Israel niega esa afirmación.

## Ubicación
Yitzhar está situado al este de la barrera israelí de Cisjordania, aproximadamente a 6 kilómetros al sur de Nablus y a 7,5 kilómetros al noreste del asentamiento de Ariel. El asentamiento está situado cerca de la autopista 60, que cruza Cisjordania de norte a sur, en una colina rodeada por varias ciudades palestinas (Madama, Asira al-Qibliya, Urif, Einabus, Huwara y Burin). Hay varios puestos de avanzada situados en los alrededores del asentamiento.

## Conflicto israelí-palestino
En Yitzhar y sus alrededores se producen repetidos enfrentamientos violentos entre palestinos, colonos israelíes y soldados de las fuerzas de ocupación de las FDI. Se considera que los residentes de Yitzhar son una parte particularmente radical del movimiento de colonos y el asentamiento se considera el epicentro de los ataques de la política de la etiqueta de precios.
Estos ataques tienen como objetivo a civiles palestinos inocentes y sus propiedades (casas, automóviles, campos, etc.) en respuesta a la violencia palestina o a las acciones en contra de los asentamientos por parte de las autoridades israelíes. La parte palestina también llevó a cabo varios ataques, a veces mortales, contra los colonos judíos: El 5 de agosto de 1998, dos colonos fueron baleados mientras patrullaban cerca del asentamiento. En la posterior procesión fúnebre, que partió de la ciudad santa de Jerusalén, a través de la Cisjordania ocupada, los colonos judíos anunciaron una ampliación del asentamiento. El anuncio contó con el apoyo del primer ministro israelí el judío Benjamín Netanyahu. El 13 de septiembre de 2008, un palestino entró en el puesto avanzado de Shalhevet y prendió fuego a un edificio. El atacante palestino atacó con un cuchillo a una niña de 9 años que se dio cuenta del incendio y quiso pedir ayuda y la hirió levemente. En respuesta al incidente, decenas de jóvenes colonos de Yitzhar irrumpieron en la aldea palestina de Asira al-Qibliya, dañaron automóviles y ventanas, dispararon con munición real e hirieron a ocho residentes palestinos de la aldea. Una semana después, un adolescente palestino de 14 años fue asesinado a tiros cuando se dirigía al asentamiento para lanzar un cóctel molotov contra el asentamiento. La policía anunció más tarde que el atacante asesinado era el responsable del incendio provocado y el ataque con cuchillo que había tenido lugar una semana antes.